# Воринже, Бернар
Берна́р Воринже́ (фр. Bernard Woringer; 4 октября 1931, Страсбург — 22 мая 2014, Пюто) — французский актёр, наиболее известный ролью Портоса в классической экранизации романа «Три мушкетёра» (1961 год).

## Биография
Бернар Воринже родился в 1931 году в Страсбурге в семье врача-дерматолога. Профессию выбрал случайно: поступил на актёрские курсы вместе с девушкой, за которой в то время ухаживал. С 20 лет начал играть в театре Théâtre de l'Ambigu-Comique, где работал под руководством Жана Вилара. Именно этот режиссёр обеспечил молодому актёру возможность выступить на театральном фестивале в Авиньоне, после которого Воринже приобрёл широкую известность. В кино дебютировал в 1958 году в шпионской комедии «Дорогой, заставь меня бояться». 
В том же году стал одним из ведущих актёров Комеди Франсэз. В 1961 году сыграл Портоса во франко-итальянской приключенческой киноленте Бернара Бордери «Три мушкетёра». В 1964 году снялся у того же режиссёра в фильме «Анжелика — маркиза ангелов». Много работал на телевидении и театрах Théâtre de la Madeleine, Théâtre Édouard VII, Театре Елисейских Полей. Неоднократно принимал участие в дублировании на французский язык американских фильмов, особенно часто персонажей Шона Коннери и Дональда Сазерленда.
Издал книгу воспоминаний. Умер в Пюто 22 мая 2014 года в возрасте 82 лет.

### Избранная фильмография
| Год  |   | Русское название              | Оригинальное название           | Роль                      |
| ---- | - | ----------------------------- | ------------------------------- | ------------------------- |
| 1958 | ф | Дорогой, заставь меня бояться | Chéri, fais-moi peur            | Гарри, американский шпион |
| 1961 | ф | Любовь в Париже               | Les Amours de Paris             | роль                      |
| 1961 | ф | Три мушкетёра                 | Les Trois Mousquetaires         | Портос                    |
| 1962 | ф | Почему Париж?                 | Pourquoi Paris ?                | эпизод                    |
| 1964 | ф | Анжелика — маркиза ангелов    | Angélique, marquise des anges   | Бернар д’Андижос          |
| 1967 | ф | Мартышки, убирайтесь вон!     | Rentrez chez vous, les singes ! | Марсель Картуччи          |
| 1969 | ф | Безумная из Шайо              | The Madwoman of Chaillot        | полицейский               |
| 1969 | ф | Сицилийский клан              | Le Clan des siciliens           | инспектор                 |
| 1978 | ф | Мутант                        | Le mutant                       | Вальтер                   |
| 1979 | ф | Выигрыш                       | Le gagnant                      | эпизод                    |
| 1988 | ф | Дорогой повод                 | Mon cher sujet                  | Франсуа                   |
| 2001 | ф | История Александра Великого   | Le Roman d'Alexandre            | наставник Александра      |